# Iván Furios
Iván Alejandro Furios (Paraná, 20 maggio 1979) è un ex calciatore argentino, di ruolo difensore.